# Mercy (Allier)
Mercy – miejscowość i gmina we Francji, w regionie Owernia-Rodan-Alpy, w departamencie Allier.

## Demografia
Według danych na rok 1990 gminę zamieszkiwało 350 osób, a gęstość zaludnienia wynosiła 12 osób/km². W styczniu 2015 r. Mercy zamieszkiwały 263 osoby, przy gęstości zaludnienia wynoszącej 9 osób/km².